# Syndroom van Sjögren

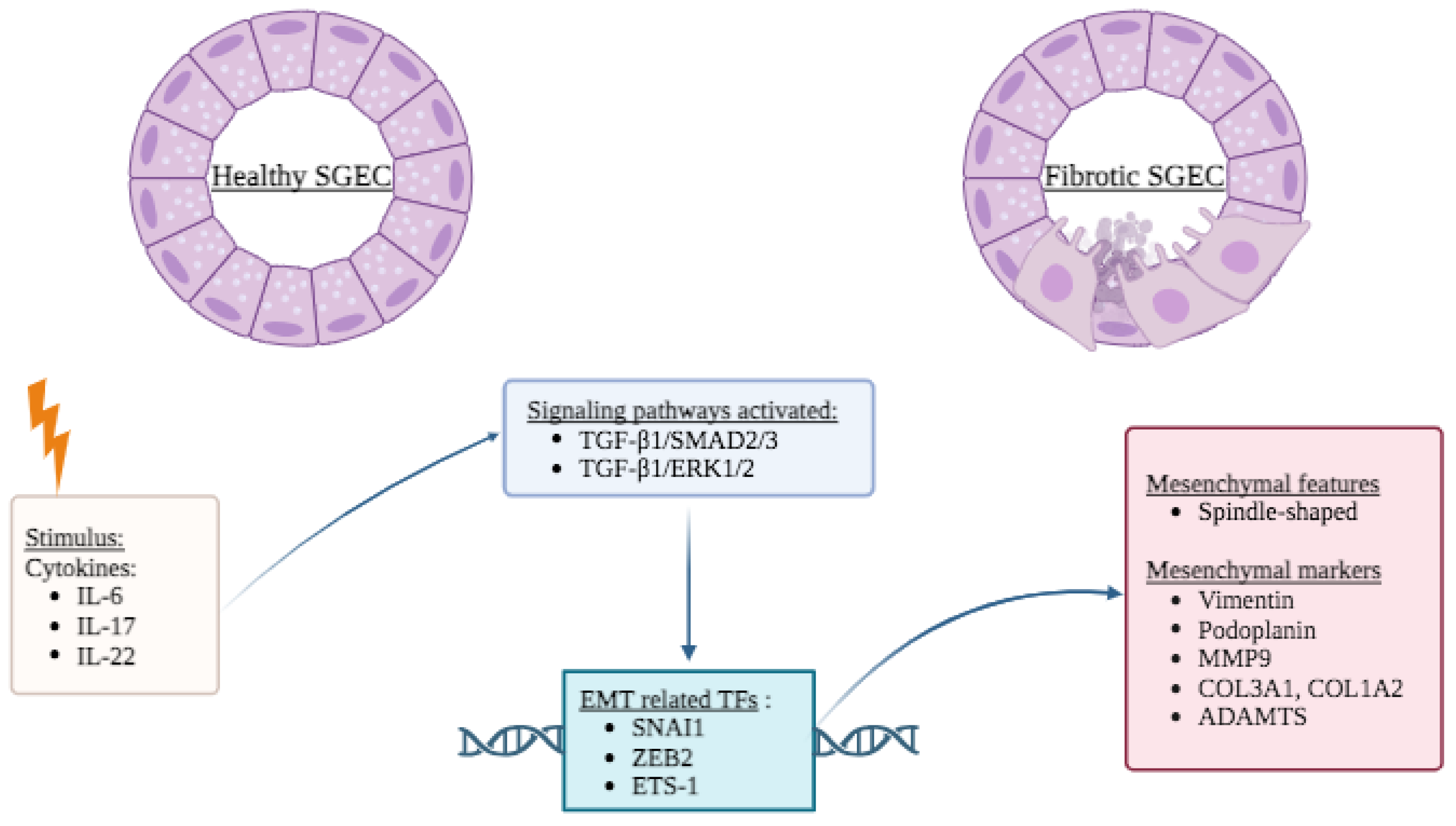
Hypothetische bijdrage van de epitheel-mesenchymale overgang aan de pathofysiologie van het syndroom van Sjögren

Het syndroom van Sjögren is een chronische reumatische systemische auto-immuunziekte waarbij vochtafscheidende klieren ontstoken raken en de slijmvliezen in de mond, de ogen en op alle andere plaatsen in het lichaam uitdrogen. De ziekte is voor het eerst beschreven door de Zweedse oogarts Henrik Sjögren.
Een belangrijk kenmerk van dit ziektebeeld is dat een bepaald type witte bloedcellen, de lymfocyten, doordringen in de klieren die vocht afscheiden, onder andere de speekselklieren in de mond en de traanklieren in de ogen. Deze lymfocyten veroorzaken schade aan de klieren, waardoor ze minder kliervocht aanmaken en het vocht dat ze aanmaken is bovendien van slechtere kwaliteit.
Het syndroom van Sjögren is de op één na meest voorkomende auto-immune reumatische ziekte, met een prevalentie tussen 0,1 en 4,8%. De ziekte treft vooral vrouwen van middelbare leeftijd, met ongeveer negen maal zoveel vrouwelijke als mannelijke patiënten.

## Beschrijving en behandeling
Patiënten hebben als hoofdklacht chronisch last van droge ogen en een droge mond/neus. Klachten behorende hierbij zijn o.a. problemen met kijken, praten, ademen en slikken.
Vermoeidheid behoort ook tot de hoofdklachten van de ziekte, die ernstig invaliderend is.
Andere klachten zijn: droge slokdarm, droge luchtpijp, droge vagina, gewrichtspijn of ontsteking, spierpijn, moeheid, grieperig gevoel, polyneuropathie, leukopenie, fenomeen van Raynaud, vasculitis, uveïtis, non-hodgkinlymfoom, antifosfolipidensyndroom, carpaletunnelsyndroom en bilaterale zwelling van de parotis.
Sjögren is een auto-immuunziekte. De oorzaak is echter nog niet bekend, al zijn er aanwijzingen dat de ziekte kan worden toegeschreven aan een samenspel tussen genetische, milieu- en hormonale factoren. Chronische stimulatie van het immuunsysteem speelt een centrale rol bij het ontstaan van de aandoening.
De vochtafscheidende slijmvliezen worden beschadigd door binnendringende witte bloedcellen. Door uitdroging kan het hoornvlies beschadigd worden: de traanvochtproductie is tot een derde teruggelopen. Smaak en reuk vervlakken meestal en er treedt pijn bij het slikken op. Deze diagnose wordt nog verzwaard door de indicatie gewrichtsontstekingen. Bloedonderzoek naar het voorkomen van specifieke antistoffen (anti-SS-B), ontstekingswaarden (BSE/CRP) en/of een lipbiopt kan de diagnose bevestigen.
De symptoomverlichting bestaat uit: kunsttranen, kunstspeeksel, ontstekingsremmers en stimulatie van exocriene klieren met M3 receptoragonisten (Pilocarpine). Verder blijkt de olie uit de pulp van duindoorn verzachtend te werken op droge slijmvliezen. Deze pulpolie bestaat voor 50% uit palmitoleïnezuur (een omega 7-vetzuur), de zaadolie bevat relatief weinig palmitoleïnezuur.
Catechinen uit groene thee (met name epigallocatechine 3-gallaten) blijken in dierexperimenteel onderzoek in staat te zijn om de auto-immuunreactie te blokkeren. De onderzoekers veronderstellen dat de groene thee catechinen het afweerstelsel dermate versterken dat het zich kan verdedigen tegen TNF-alfa, een eiwit dat aangemaakt wordt door de witte bloedcellen gedurende een ontstekingsreactie.

## Primair en secundair syndroom van Sjögren
Deze ziekte kan op zichzelf voorkomen en wordt dan 'primair syndroom van Sjögren' genoemd.
Maar deze ziekte kan ook voorkomen samen met andere bindweefselziekten/reumatische ziekten, meestal reumatoïde artritis of systemische lupus erythematodes (SLE). Deze wordt dan 'secundair syndroom van Sjögren' genoemd. Secundair syndroom van Sjögren zal dikwijls ontdekt worden nádat een andere systemische auto-immuunziekte gediagnosticeerd is.

## Bekende patiënten
- Tennisster Venus Williams (sedert september 2011)[9][10]
- Voetbalster Shannon Boxx
- Columniste Asha ten Broeke